# Thới Lai (xã)
Thới Lai là một xã cũ thuộc huyện Bình Đại, tỉnh Bến Tre, Việt Nam.
Xã Thới Lai có diện tích 15,34 km², dân số năm 2014 là 6.505 người, mật độ dân số đạt 424 người/km².